# Véronique Massonneau
Pour les articles homonymes, voir Massonneau.
Ne doit pas être confondue avec l'auteure de livres Véronique Massenot.
Véronique Massonneau, née le 17 juillet 1959 à Jemappes (Belgique), est une femme politique française d'origine belge, membre d'Europe Écologie Les Verts puis du Parti écologiste.

## Biographie
Fille d'agriculteur et d'une assistante sociale, Véronique Massonneau est issue d'une famille belge de sept enfants très catholique. Elle commence sa carrière professionnelle comme institutrice de maternelle en Belgique. Au début des années 1980, elle rencontre son futur époux et décide de le rejoindre en France, dans la Vienne. En devenant française, elle perd sa nationalité belge (la Belgique n'admettait pas la double-nationalité à l'époque). Elle change aussi de carrière, son diplôme belge n'étant pas reconnu par les autorités françaises. Elle entame alors à Châtellerault une carrière de vendeuse de vêtements et de chaussures qui durera 15 ans. Elle deviendra ensuite employée de banque jusqu'à son élection comme députée de la 4e circonscription de la Vienne le 17 juin 2012.
Après avoir perdu les élections en 2017, elle ne retrouve pas de travail et s’inscrit à Pôle emploi, elle indique alors toucher 1 500 euros par mois.

## Carrière politique
En 2004, elle se présente sans succès lors des sénatoriales de 2004 dans la Vienne où elle obtient 3,44 % des voix. En 2007, elle se présente aux législatives à Châtellerault et obtient 4,96 % des suffrages. En 2012, elle est de nouveau candidate aux législatives face au  député sortant NC, Jean-Pierre Abelin, également maire de Châtellerault, sous l'étiquette EELV mais soutenue par le PS. Malgré un candidat socialiste dissident, Christian Michaud, maire de Naintré, Véronique Massonneau se hisse au second tour avec 19,97 % des voix, contre 33,78 % pour Jean-Pierre Abelin et 17,79 % pour Christian Michaud. Au second tour, profitant du report des voix de son rival socialiste, Véronique Massonneau l'emporte avec 50,67 %, soit 560 voix de plus que son adversaire. Elle devient ainsi la première parlementaire écologiste de Poitou-Charentes. En octobre 2015, elle annonce quitter EELV et rejoindre le Parti écologiste. Elle coordonne ensuite la tendance écologiste au sein du groupe socialiste, écologiste et républicain à l'Assemblée nationale. Elle devient également première vice-présidente de ce même groupe.
C'est lors des débats sur la réforme des retraites a lieu l'épisode dit du « poulegate » où le député Philippe Le Ray se met à caqueter alors que Véronique Massonneau défend un amendement.
Candidate à sa réélection lors des élections législatives de 2017, elle est éliminée dès le premier tour, face aux candidats de la majorité (LREM-MoDem) et de l'UDI. Elle obtient, comme candidate commune UDE/PS 14 % des suffrages exprimés au premier tour, ce qui la place en quatrième position et ne lui permet pas d'accéder au second tour.

## Opinions politiques

### Transparence de la vie politique
Réserve parlementaire : Véronique Massonneau s'est prononcée publiquement pour la suppression de la réserve parlementaire, qu'elle considère comme un outil au service du clientélisme. En l'absence d'une telle décision à l'échelle nationale, elle a imaginé et mis en place un système de jury citoyen pour attribuer les 130 000 euros mis à sa disposition pour financer des projets portés par les associations ou les collectivitées. Ce jury, renouvelé chaque année, est paritaire homme/femme, géographiquement équilibré, représentatif de divers secteurs d'activités et d'anciens bénéficiaires. Il se réunit à la mi-septembre pour répartir l'enveloppe selon une liste de critères préalablement fixés,. La liste des bénéficiaires est ensuite publiée sur le site de la parlementaire et communiqué à la presse.

## Après sa carrière politique
En juin 2021, elle est annoncée comme étant l'une des candidates participant à la dixième saison de l'émission Le Meilleur Pâtissier diffusée sur M6.